# ケヴィン (ファッションモデル)
KEVIN（ケヴィン、1991年2月27日 - ）は日本の男性ファッションモデル。アメリカ出身。ジュネス所属。

## 人物
MEN'S NON-NOやPOPEYEといったファッション雑誌のモデルとして活躍。また世界各国のファッション雑誌にも進出している。
2008年1月に韓国で行われた『2007Asia Model Festival Awards』で日本のトップモデル賞を受賞した。
特技はボクシング、バスケットボール。高校ではバスケットボール部のキャプテンを務めている。
アメリカに住んでいた頃からドラゴンボールファンで、DVDやフィギュアなどをコレクションしている。

## 主な出演

### 雑誌
- MEN'S NON-NO
- POPEYE
- BRUTUS
- smart
- FINEBOYS
- Men's JOKER
- Street Jack

### 広告
- ユニクロ
- パルコ
- リーバイス
- DIESEL
- アディダス

### ショー
- JOHN LAWRENCE SULLIVAN
- コム・デ・ギャルソン
- Roen
- PUBLIC IMAGE
- MILK MILKBOY COLLECTION
- 45DSL